# Sentier international des Appalaches
Pour les articles homonymes, voir SIA.
Le sentier international des Appalaches (SIA) est un réseau de sentiers pédestres suivant initialement la chaîne de montagnes des Appalaches en Amérique du Nord, mais ayant été étendu à l'Europe par la suite en suivant les massifs montagneux datant de la même époque que les Appalaches et qui étaient reliés dans la Pangée. Il traverse 17 régions. Le « sentier international des Appalaches » initial reliait le Québec au Maine en passant par le Nouveau-Brunswick, la Nouvelle-Écosse et l'Île-du-Prince-Édouard. Un sentier traversant l'île de Terre-Neuve a plus tard été ajouté. Par la suite, d'autres sentiers ont été ajoutés en Europe. Le sentier international des Appalaches est relié au sentier des Appalaches qui continue vers le sud aux États-Unis. La section située au Québec (SIA-QC / GR A1) est le premier sentier homologué GR inauguré en Amérique,.

## Parcours
Au Québec, le sentier commence en Gaspésie dans le village de Matapédia. Il continue vers Amqui puis vers Matane où il traverse la réserve faunique de Matane. Puis, il rejoint le parc national de la Gaspésie au mont Logan. Il poursuit dans les monts Chic-Choc, avec le mont Albert et enfin le mont Jacques-Cartier. Il termine sa course dans le parc national de Forillon à l'extrémité de la pointe de Gaspé.
Après avoir voyagé par bus ou par train jusqu'à Sackville, au Nouveau-Brunswick, la randonnée continue avec la traversée du pont de la Confédération qui mène sur l'île du Prince-Édouard. Après avoir traversé l'île par le sentier de la Confédération, un ferry permet de rallier Pictou, en Nouvelle-Écosse. Le sentier du Cap-Breton se termine après 150 miles au terminal du ferry à North Sidney, où un ferry mène à Port-aux-Basques sur Terre-Neuve. Le sentier continue vers le nord à travers les montagnes de l'Ouest de Terre-Neuve et atteint son point le plus haut dans les collines de Lewis. On parvient à Crow Head à l'extrémité nord de l'île de Terre-Neuve. De là un ferry traversant le détroit de Belle-Isle mène sur l'île de Belle-Isle, point le plus au nord du sentier.

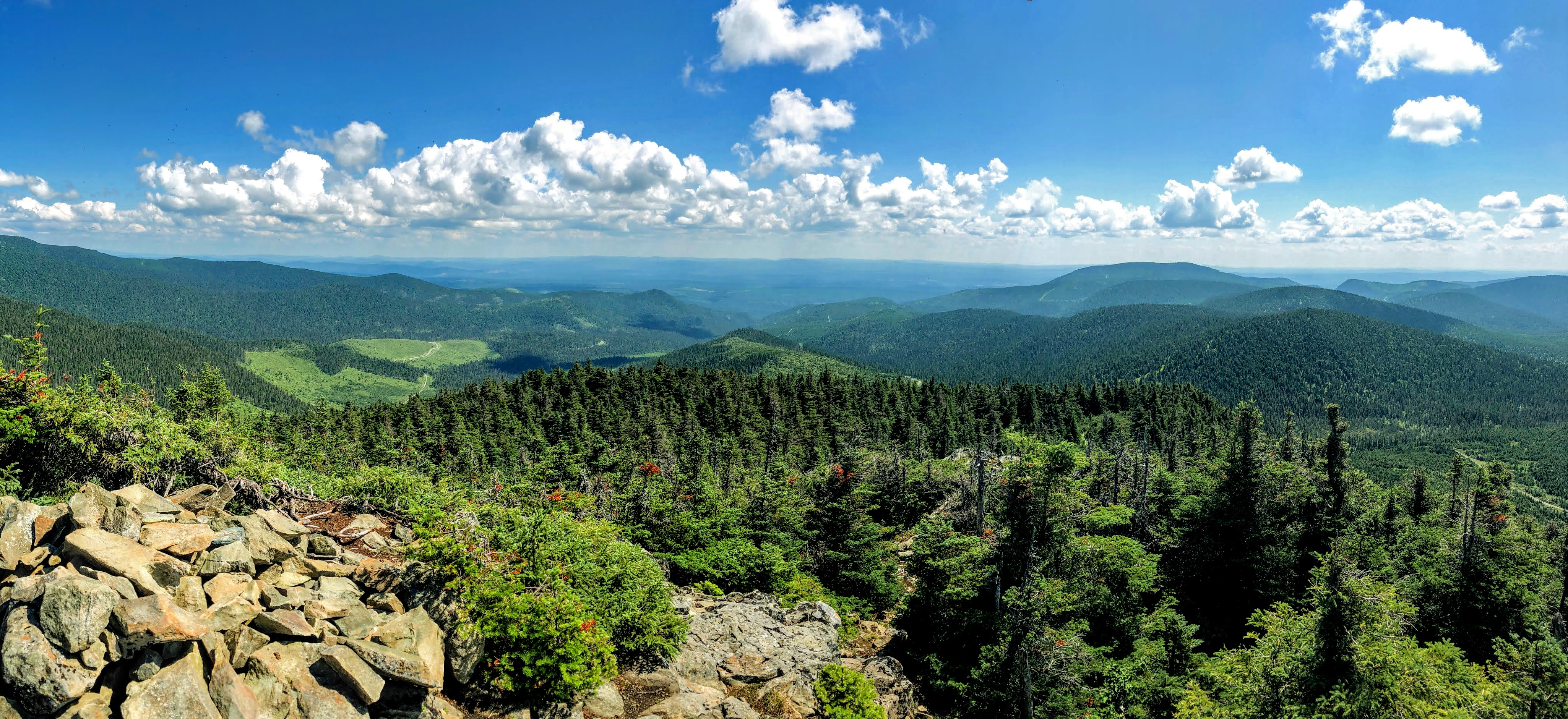
Vue du sommet du mont Pointu dans la réserve faunique de Matane, au Québec.
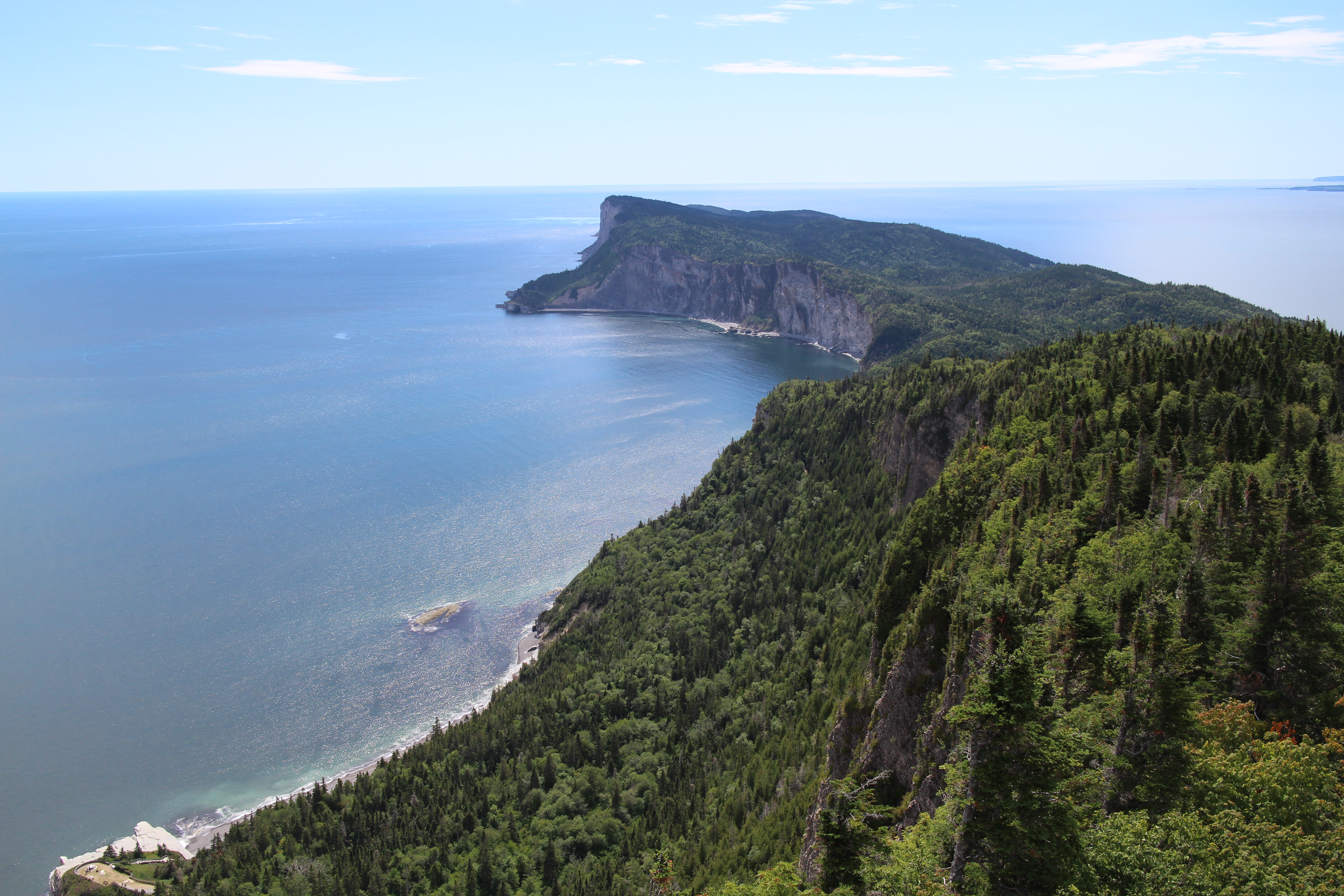
Vue du cap Gaspé dans le parc national de Forillon, au Québec.

## Expansion future
La mission ultime de l'International Appalachian Trail est d'établir un sentier de grande randonnée qui connecte toutes les régions ayant un massif formé en même temps que les Appalaches il y a 250 millions d'années.

## Signalétique

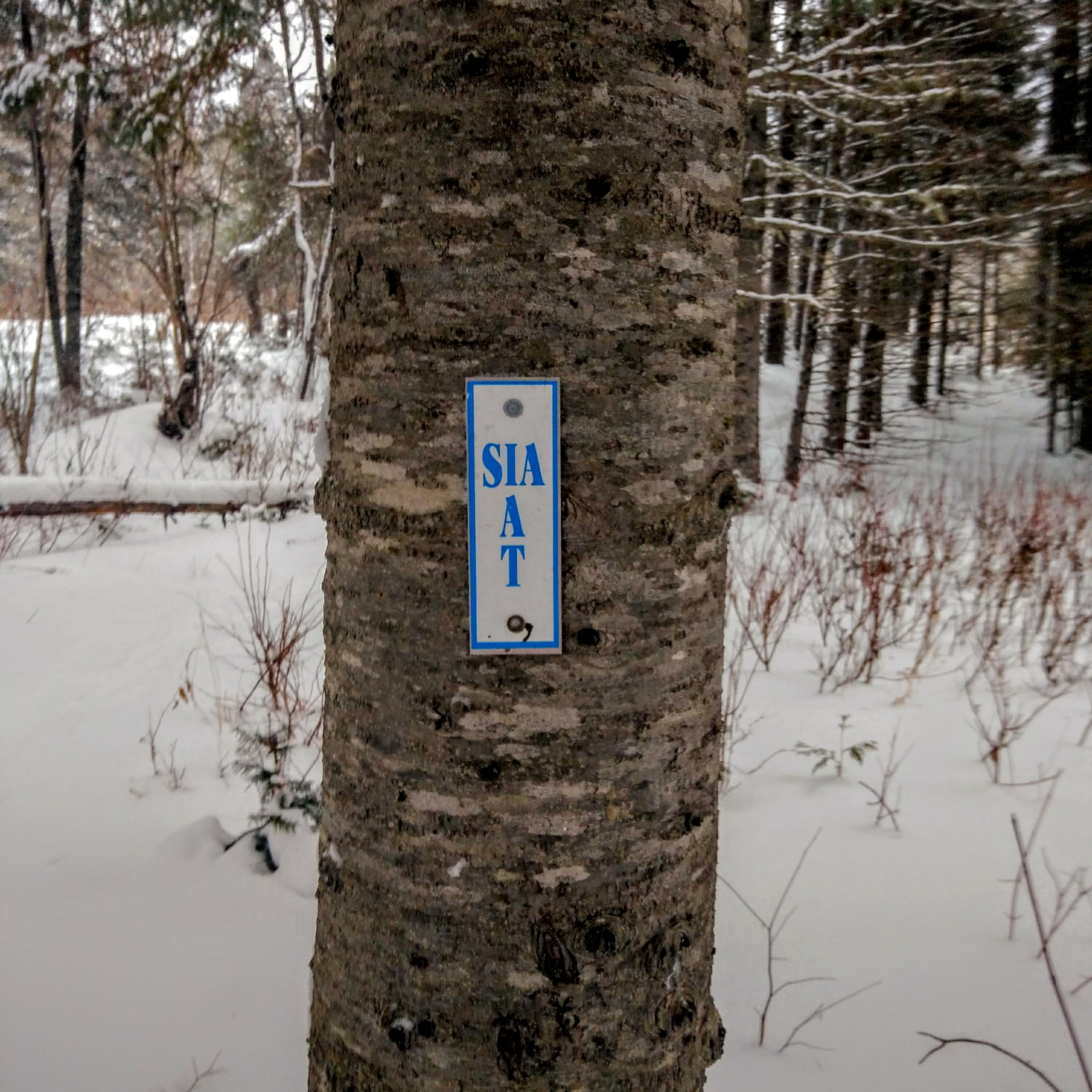
Balise du sentier fixée à un arbre.
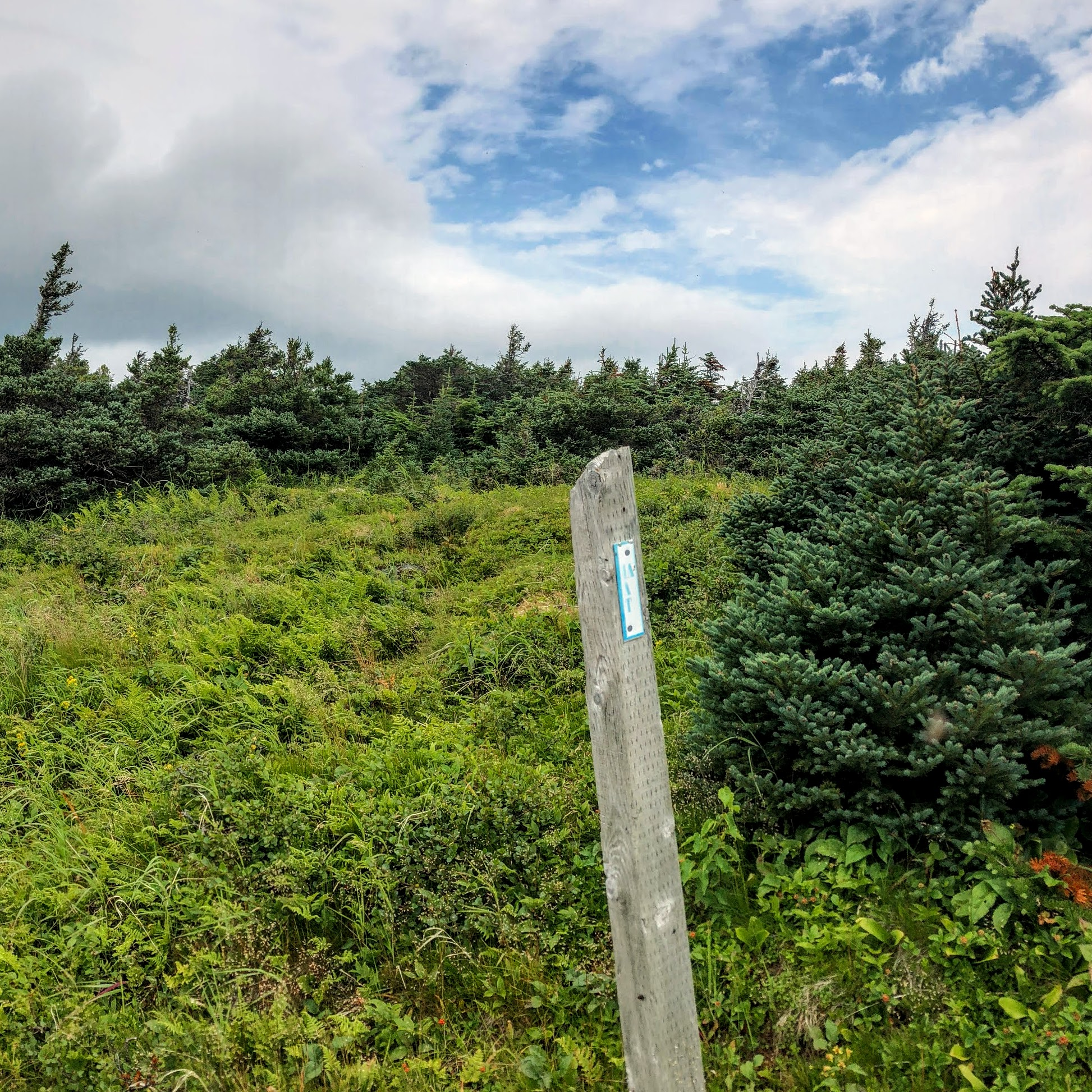
Balise du sentier fixée à un poteau, lorsque les conditions de végétation ne permettent pas une visibilité adéquate.
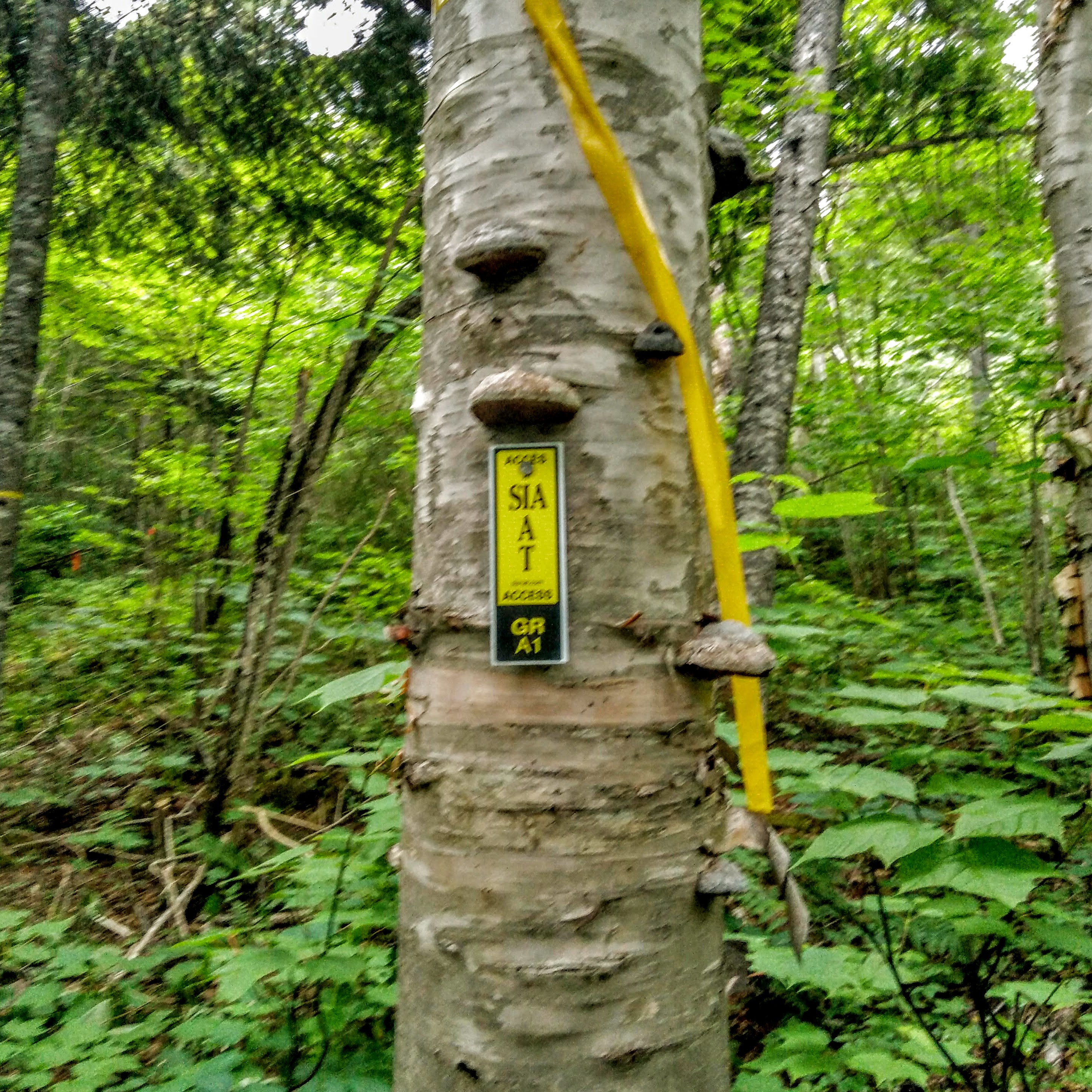
Balise d'un sentier d'accès au SIA.
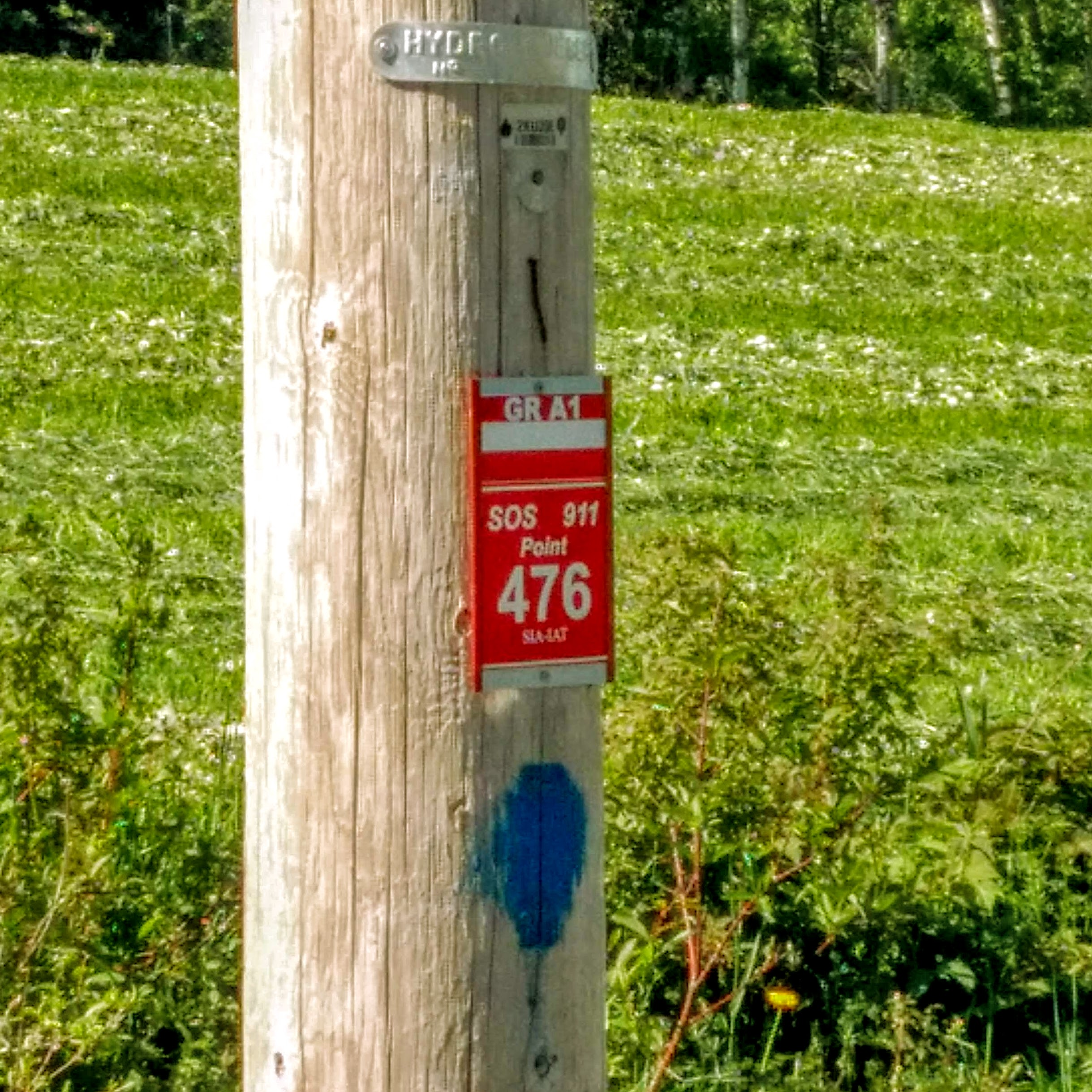
Balise kilométrique et point d'urgence.
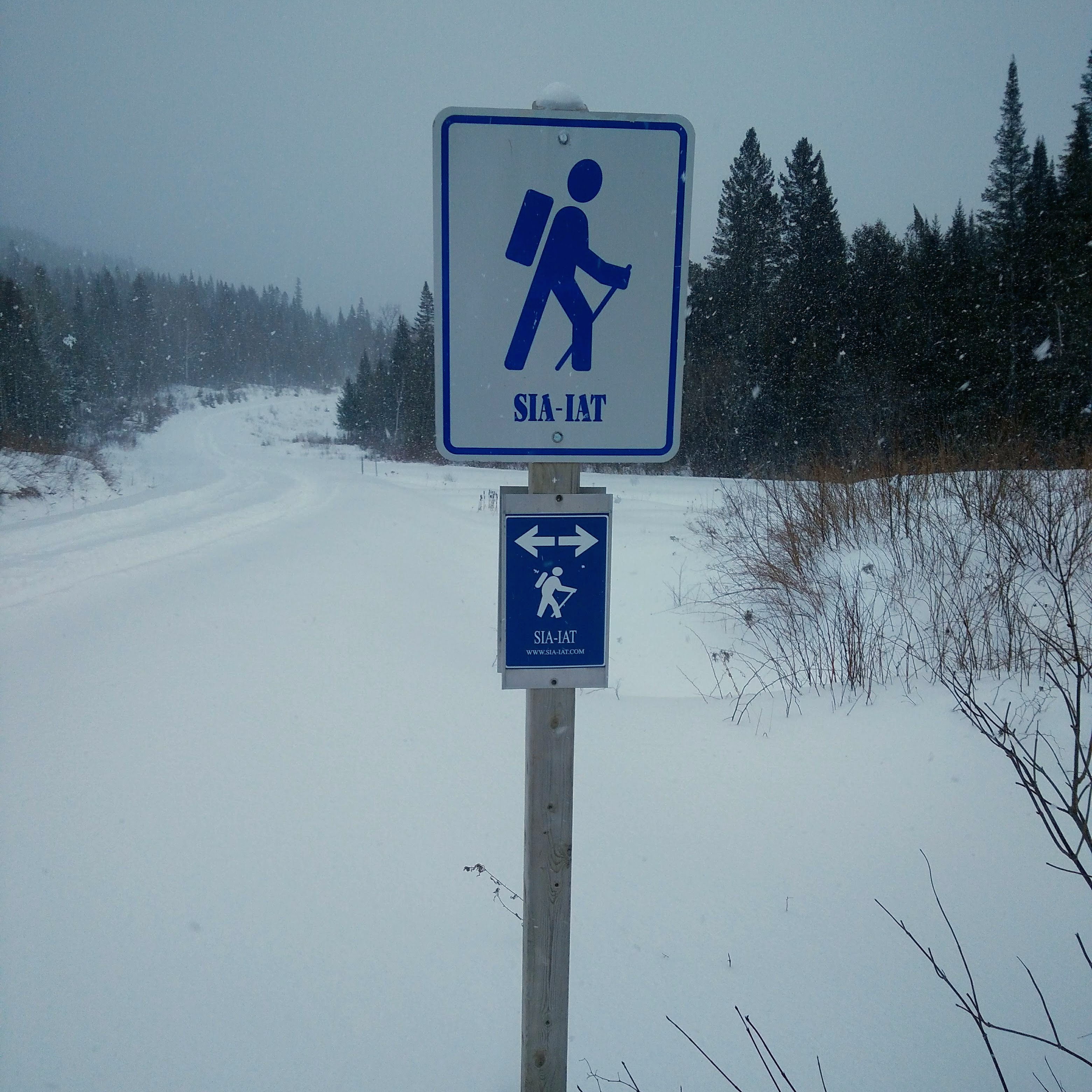
Signalisation routière et balise de croisement du sentier.
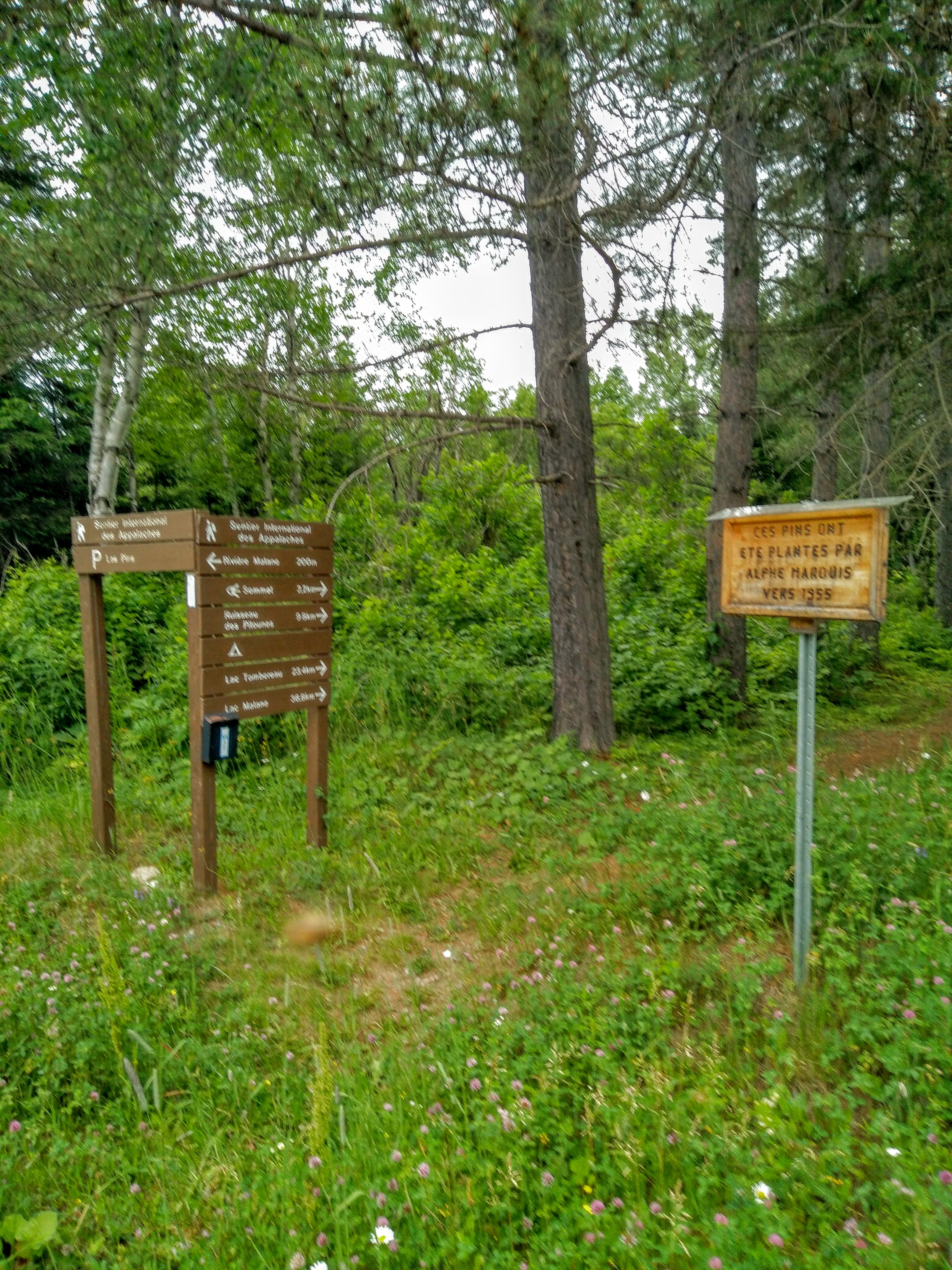
Signalétique complémentaire dans les territoires récréatifs et protégés.